# American Life
American Life  là album phòng thu thứ chín của ca sĩ người Mỹ Madonna, phát hành ngày 21 tháng 4 năm 2003 bởi Maverick Records và Warner Bros. Records. Sau một khoảng thời gian gây tranh cãi bởi những nội dung khiêu khích vào đầu thập niên 1990, hình ảnh và âm nhạc của Madonna bắt đầu trở nên nhẹ nhàng hơn, đặc biệt sau khi sinh con và kết hôn với người chồng lúc bấy giờ Guy Ritchie. Tuy nhiên, một số sự kiện chính trị tại Hoa Kỳ đầu thập niên 2000 như vụ khủng bố ngày 11 tháng 9 và cuộc xâm lược Iraq năm 2003 khiến nữ ca sĩ đặt câu hỏi về văn hóa Mỹ và thực hiện đĩa nhạc như một cách trả lời và thể hiện quan điểm cho những thắc mắc của bản thân. American Life là một album chủ đề với nội dung ca từ mang tính chất chế giễu giấc mơ Mỹ và chủ nghĩa duy vật, khác với khuynh hướng nữ ca sĩ từng đề cập trong đĩa đơn năm 1984 "Material Girl". Phong cách âm nhạc của album kết hợp giữa folktronica và eurotechno đồng thời chịu nhiều ảnh hưởng của nhạc acoustic, trong đó cô đồng sản xuất toàn bộ đĩa nhạc với Mirwais Ahmadzaï. Ngoài ra, American Life còn bao gồm "Die Another Day" vốn là bài hát chủ đề của bộ phim James Bond cùng tên.
Sau khi phát hành, American Life nhận được những phản ứng trái chiều từ các nhà phê bình âm nhạc, trong đó họ cho rằng album chủ yếu "nói về Madonna" hơn là văn hóa Mỹ và đưa ra nhiều chỉ trích đối với khâu sản xuất vụng về ở một số bài hát, gây ảnh hưởng đến tổng thể của đĩa nhạc. Tuy nhiên, những đánh giá trong tương lại đã trở nên tích cực hơn và nhấn mạnh đến sự thẳng thắn của nữ ca sĩ khi đưa ra những tuyên bố chính trị thông qua chiều sâu ca từ, đồng thời hình thành một cộng đồng tín đồ hâm mộ trong những năm tiếp theo. American Life cũng gặt hái những thành công lớn về mặt thương mại khi thống trị các bảng xếp hạng tại hơn 14 quốc gia, như Áo, Bỉ, Canada, Pháp, Đức, Ý, Na Uy, Thụy Điển, Thụy Sĩ và Vương quốc Anh, đồng thời lọt vào top 10 ở tất cả những thị trường còn lại. Đĩa nhạc ra mắt ở vị trí số một trên bảng xếp hạng Billboard 200 với 241,000 bản, trở thành album quán quân thứ năm trong sự nghiệp của Madonna tại Hoa Kỳ. Tính đến nay, American Life đã bán được hơn năm triệu bản trên toàn cầu, một bước thụt lùi về mặt doanh số tiêu thụ so với hai album phòng thu trước Ray of Light (1998) và Music (2000).
Bốn đĩa đơn đã được phát hành từ American Life. Bài hát chủ đề được chọn làm đĩa đơn mở đường và vươn đến top 10 tại 23 quốc gia, nhưng chỉ đạt vị trí thứ 37 trên bảng xếp hạng Billboard Hot 100 và gây tranh cãi bởi video ca nhạc lồng ghép nhiều hình ảnh chiến tranh và bạo lực khiến Madonna phải gỡ bỏ và thay thế bằng phiên bản khác. Đĩa đơn thứ hai "Hollywood" gặt hái những thành công tương đối trên toàn cầu, nhưng lại là đĩa đơn đầu tiên của cô kể từ năm 1983 không lọt vào bảng xếp hạng tại Hoa Kỳ. Hai đĩa đơn còn lại "Nothing Fails" và "Love Profusion" cũng không đạt được thành tích tốt, nhưng tất cả những đĩa đơn đều đứng đầu bảng xếp hạng Billboard Dance Club Songs. Để quảng bá album, nữ ca sĩ trình diễn tại giải Video âm nhạc của MTV năm 2003 với Britney Spears, Christina Aguilera và Missy Elliott, nhưng bị giới truyền thông chỉ trích khi cô khóa môi Spears và Aguilera ở giữa tiết mục. Sau đó, cô tiến hành chuyến lưu diễn Re-Invention World Tour với 56 buổi hòa nhạc và là chuyến lưu diễn có doanh thu cao nhất năm 2004. Toàn bộ quá trình thực hiện chuyến lưu diễn được ghi lại trong bộ phim tài liệu I'm Going to Tell You a Secret.

## Danh sách bài hát
Tất cả các bản nhạc đều được sáng tác và sản xuất bởi Madonna và Mirwais Ahmadzaï, ngoại trừ một số ghi chú.
| American Life – Phiên bản tiêu chuẩn | American Life – Phiên bản tiêu chuẩn                                                       | American Life – Phiên bản tiêu chuẩn |
| STT                                  | Nhan đề                                                                                    | Thời lượng                           |
| ------------------------------------ | ------------------------------------------------------------------------------------------ | ------------------------------------ |
| 1.                                   | "American Life"                                                                            | 4:58                                 |
| 2.                                   | "Hollywood"                                                                                | 4:24                                 |
| 3.                                   | "I'm So Stupid" (sản xuất bổ sung: Mark "Spike" Stent)                                     | 4:09                                 |
| 4.                                   | "Love Profusion"                                                                           | 3:38                                 |
| 5.                                   | "Nobody Knows Me"                                                                          | 4:39                                 |
| 6.                                   | "Nothing Fails" (sáng tác: Madonna, Guy Sigsworth, Jem Griffiths; sản xuất bổ sung: Stent) | 4:49                                 |
| 7.                                   | "Intervention"                                                                             | 4:54                                 |
| 8.                                   | "X-Static Process" (sáng tác: Madonna, Stuart Price)                                       | 3:50                                 |
| 9.                                   | "Mother and Father"                                                                        | 4:33                                 |
| 10.                                  | "Die Another Day"                                                                          | 4:38                                 |
| 11.                                  | "Easy Ride" (sáng tác: Madonna, Monte Pittman)                                             | 5:05                                 |
| Tổng thời lượng:                     | Tổng thời lượng:                                                                           | 49:39                                |

## Xếp hạng
| Bảng xếp hạng (2003)                     | Vị trí cao nhất |
| ---------------------------------------- | --------------- |
| Album Argentina (CAPIF)                  | 2               |
| Album Úc (ARIA)                          | 3               |
| Album Úc Dance (ARIA)                    | 1               |
| Album Áo (Ö3 Austria)                    | 1               |
| Album Bỉ (Ultratop Vlaanderen)           | 1               |
| Album Bỉ (Ultratop Wallonie)             | 1               |
| Album Canada (Billboard)                 | 1               |
| Album Cộng hòa Séc (ČNS IFPI)            | 1               |
| Album Đan Mạch (Hitlisten)               | 2               |
| Album Hà Lan (Album Top 100)             | 3               |
| Album Châu Âu (Billboard)                | 1               |
| Album Phần Lan (Suomen virallinen lista) | 2               |
| Album Pháp (SNEP)                        | 1               |
| Album Đức (Offizielle Top 100)           | 1               |
| Album Hy Lạp (IFPI)                      | 2               |
| Album Hungaria (MAHASZ)                  | 3               |
| Album Iceland (Íslenski Listinn Topp 20) | 7               |
| Album Ireland (IRMA)                     | 6               |
| Album Ý (FIMI)                           | 1               |
| Album Nhật Bản (Oricon)                  | 4               |
| Album New Zealand (RMNZ)                 | 2               |
| Album Na Uy (VG-lista)                   | 1               |
| Album Ba Lan (ZPAV)                      | 4               |
| Album Bồ Đào Nha (AFP)                   | 10              |
| Album Scotland (OCC)                     | 1               |
| Album Tây Ban Nha (PROMUSICAE)           | 2               |
| Album Thụy Điển (Sverigetopplistan)      | 1               |
| Album Thụy Sĩ (Schweizer Hitparade)      | 1               |
| Album Anh Quốc (OCC)                     | 1               |
| Album Hoa Kỳ Billboard 200               | 1               |
| Bảng xếp hạng (2023)                     | Vị trí cao nhất |
| Album Croatia Quốc tế (HDU)              | 2               |

| Bảng xếp hạng (2023)                          | Vị trí cao nhất |
| --------------------------------------------- | --------------- |
| Album Croatia Quốc tế (HDU)                   | 3               |
| Album Đan Mạch Đĩa than (Hitlisten)           | 19              |
| Album Hà Lan Đĩa than (MegaCharts)            | 24              |
| Album Hy Lạp (IFPI Greece)                    | 62              |
| Album Hungaria (MAHASZ)                       | 11              |
| Album Ý Đĩa than (FIMI)                       | 6               |
| Album Ba Lan Đĩa than (ZPAV)                  | 32              |
| Album Scotland (OCC)                          | 34              |
| Album Tây Ban Nha Đĩa than (PROMUSICAE)       | 24              |
| Album Anh Quốc Doanh số thuần (OCC)           | 25              |
| Album Anh Quốc Dance (OCC)                    | 8               |
| Album Hoa Kỳ Top Sales (Billboard)            | 32              |
| Album Hoa Kỳ Top Dance/Electronic (Billboard) | 6               |
| Album Hoa Kỳ Top Tastemaker (Billboard)       | 21              |

| Bảng xếp hạng (2003)    | Vị trí cao nhất |
| ----------------------- | --------------- |
| Album Argentina (CAPIF) | 6               |
| Album Hàn Quốc (RIAK)   | 11              |

| Bảng xếp hạng (2003)                             | Vị trí |
| ------------------------------------------------ | ------ |
| Album Úc Dance (ARIA)                            | 12     |
| Album Áo (Ö3 Austria)                            | 58     |
| Album Bỉ (Ultratop Flanders)                     | 30     |
| Album Bỉ Alternative (Ultratop Flanders)         | 13     |
| Album Bỉ (Ultratop Wallonia)                     | 21     |
| Album Đan Mạch (Hitlisten)                       | 49     |
| Album Hà Lan (Album Top 100)                     | 63     |
| Album Phần Lan Quốc tế (Suomen virallinen lista) | 27     |
| Album Pháp (SNEP)                                | 14     |
| Album Đức (Offizielle Top 100)                   | 19     |
| Album Hungaria (MAHASZ)                          | 55     |
| Album Hungaria Tổng hợp (MAHASZ)                 | 47     |
| Album Ý (FIMI)                                   | 47     |
| Album Thụy Điển (Sverigetopplistan)              | 67     |
| Album Thụy Điển Tổng hợp (Sverigetopplistan)     | 94     |
| Album Thụy Sĩ (Schweizer Hitparade)              | 16     |
| Album Anh Quốc (OCC)                             | 52     |
| Hoa Kỳ Billboard 200                             | 125    |
| Album Toàn cầu (IFPI)                            | 32     |
| Bảng xếp hạng (2004)                             | Vị trí |
| Album Pháp (SNEP)                                | 93     |

## Chứng nhận
| Quốc gia                                                                           | Chứng nhận | Số đơn vị/doanh số chứng nhận |
| ---------------------------------------------------------------------------------- | ---------- | ----------------------------- |
| Argentina (CAPIF)                                                                  | Bạch kim   | 40.000^                       |
| Úc (ARIA)                                                                          | Bạch kim   | 70.000^                       |
| Bỉ (BEA)                                                                           | Vàng       | 25.000*                       |
| Brasil (Pro-Música Brasil)                                                         | Vàng       | 50.000*                       |
| Canada (Music Canada)                                                              | Bạch kim   | 100.000^                      |
| Cộng hòa Séc (ČNS IFPI)                                                            | —          | 14,000                        |
| Đan Mạch (IFPI Đan Mạch)                                                           | Vàng       | 20.000^                       |
| Phần Lan (Musiikkituottajat)                                                       | —          | 13,100                        |
| Pháp (SNEP)                                                                        | Bạch kim   | 600,000                       |
| Đức (BVMI)                                                                         | Bạch kim   | 300.000^                      |
| Hy Lạp (IFPI Hy Lạp)                                                               | Vàng       | 10.000^                       |
| Hungary (Mahasz)                                                                   | Vàng       | 10.000^                       |
| Ý (FIMI)                                                                           | —          | 150,000                       |
| Nhật Bản (RIAJ)                                                                    | Bạch kim   | 200.000^                      |
| Hà Lan (NVPI)                                                                      | Vàng       | 40.000^                       |
| Nga (NFPF)                                                                         | Bạch kim   | 20.000*                       |
| Hàn Quốc (KMCA)                                                                    | —          | 10,488                        |
| Tây Ban Nha (PROMUSICAE)                                                           | Vàng       | 70,000                        |
| Thụy Điển (GLF)                                                                    | Vàng       | 30.000^                       |
| Thụy Sĩ (IFPI)                                                                     | Bạch kim   | 40.000^                       |
| Anh Quốc (BPI)                                                                     | Bạch kim   | 335,115                       |
| Hoa Kỳ (RIAA)                                                                      | Bạch kim   | 680,000                       |
| Tổng hợp                                                                           |            |                               |
| Châu Âu (IFPI)                                                                     | Bạch kim   | 1.000.000*                    |
| Toàn cầu                                                                           | —          | 5,000,000                     |
| * Chứng nhận dựa theo doanh số tiêu thụ. ^ Chứng nhận dựa theo doanh số nhập hàng. |            |                               |

## Lịch sử phát hành
| Khu vực        | Ngày             | Định dạng   | Hãng đĩa     |
| -------------- | ---------------- | ----------- | ------------ |
| Hoa Kỳ         | 21 tháng 4, 2003 | Tải nhạc số | Warner Bros. |
| Vương quốc Anh | 21 tháng 4, 2003 | Tải nhạc số | Warner Bros. |
| Canada         | 22 tháng 4, 2003 | CD          | Warner Bros. |
| Châu Âu        | 19 tháng 5, 2003 | LP          | Warner Bros. |